# Je retourne chez maman
Pour plus de détails, voir Fiche technique et Distribution.
Je retourne chez maman (The Marrying Kind) est une comédie dramatique américaine réalisée par George Cukor et sortie en 1952.

## Synopsis
Un jeune couple souhaitant divorcer se retrouve chez un juge qui va obtenir une réconciliation des époux.

## Fiche technique
- Titre français : Je retourne chez maman
- Titre belge : Plaisirs d'amour
- Titre original : The Marrying Kind
- Réalisation : George Cukor
- Réalisateurs assistants : Earl Bellamy, Larry Buchanan
- Scénario : Ruth Gordon, Garson Kanin
- Production : Bert Granet
- Société de production : Columbia Pictures
- Musique : Hugo Friedhofer
- Photographie : Joseph Walker
- Montage : Charles Nelson
- Direction artistique : John Meehan
- Décorateur de plateau : William Kiernan
- Costumes : Jean Louis
- Pays de production : États-Unis
- Format : Noir et blanc - Son : Mono (Western Electric Recording)
- Genre : Comédie dramatique
- Durée : 92 minutes
- Dates de sortie : 
  - États-Unis : 13 mars 1952
  - France : 3 décembre 1952

## Distribution
- Judy Holliday : Florrie Keefer
- Aldo Ray : Chet Keefer
- Madge Kennedy : La juge Anne B. Carroll
- Sheila Bond : Joan Shipley
- John Alexander : Howard Shipley
- Rex Williams : George Bastian
- Phyllis Povah : Mme Derringer
- Mickey Shaughnessy : Pat Bundy
- Griff Barnett : Charley
- Gordon Jones (non crédité) : Steve